# Ryszard Tylewski
Ryszard Tylewski (ur. 24 lutego 1952 w Skwierzynie) – polski kajakarz, olimpijczyk z Montrealu 1976, zawodnik Zawiszy Bydgoszcz.
Wielokrotny mistrz Polski w konkurencjach K-2 i K-4.
Na igrzyskach w 1976 roku w Montrealu wystartował w konkurencji K-2 na dystansie 1000 metrów (partnerem był: Daniel Wełna). Polska osada odpadła w półfinale.